# Vickers Vanguard
Die Vickers Vanguard war ein viermotoriges Turboprop-Passagierflugzeug für Kurz- und Mittelstrecken der Vickers-Armstrongs (Aircraft) Ltd. Es wurde ab 1959 als Nachfolgemodell der Vickers Viscount kurz vor dem Aufkommen der großen Passagierjets in Dienst gestellt und daher vom Markt kaum wahrgenommen. Die Vanguard war das letzte große europäische Passagierflugzeug mit Propellerantrieb. Nach dem Bau von 44 Maschinen wurde 1963 die Produktion eingestellt.

## Geschichte

### Entwicklung

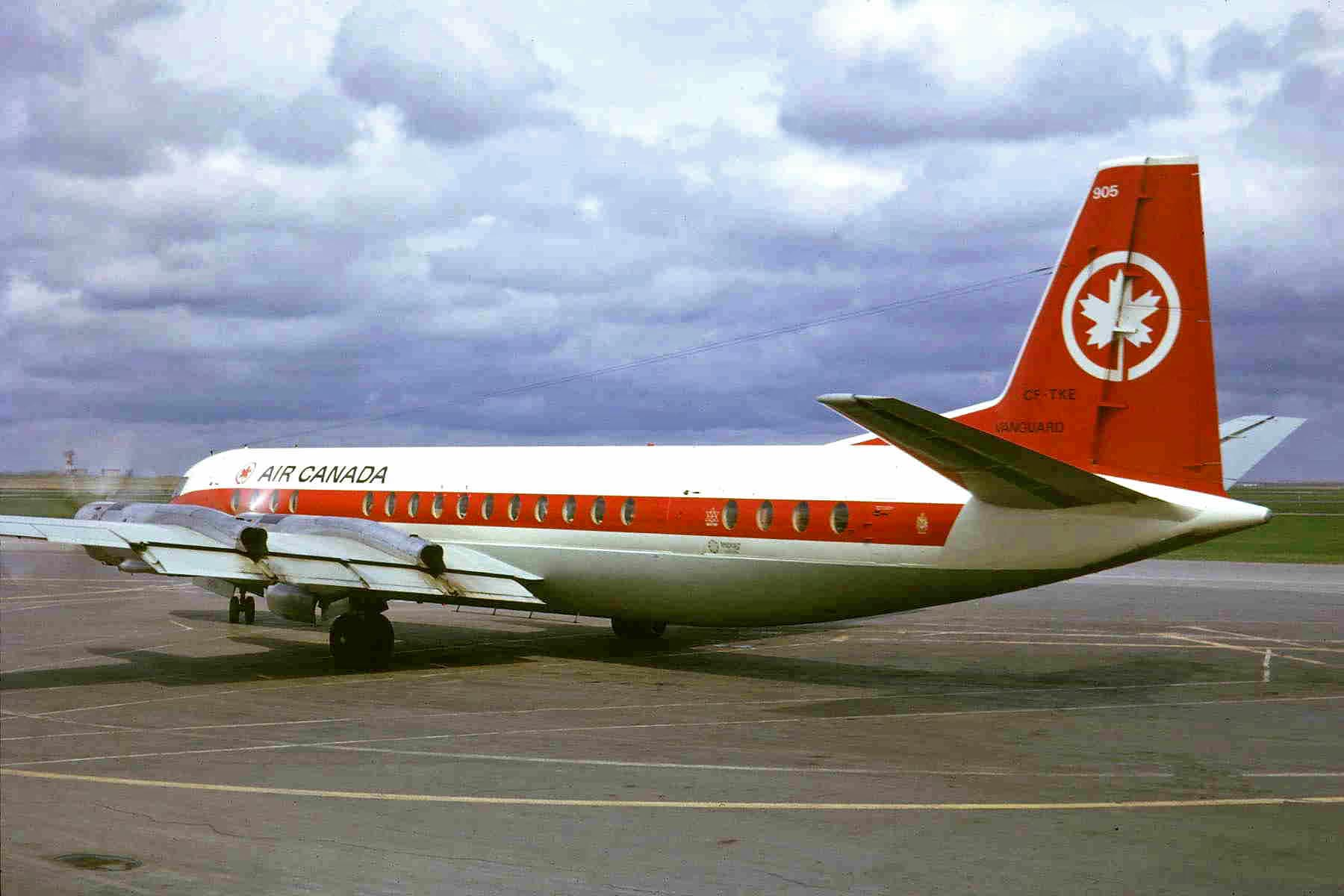
Vickers 952 Vanguard CF-TKE der Air Canada (1967)

Bereits zwei Jahre vor der Einführung der Vickers Viscount beschäftigte sich im Jahre 1951 die Planungsabteilung der British European Airways (BEA) mit einem Nachfolgemodell. Während bei den anfänglichen Projekten noch zahlreiche Bauteile der Viscount Verwendung finden sollten, war das 1953 erarbeitete Projekt 900 eine grundlegende Neukonstruktion. Das Pflichtenheft der BEA sah 93 Passagierplätze oder eine Nutzlast von 9525 kg vor. Das Startgewicht des von vier Rolls-Royce-Tyne-Propellerturbinen angetriebenen Flugzeuges sollte 52.160 kg betragen. Weitergehende Untersuchungen ergaben jedoch, dass sich ein derartiges Flugzeug nicht wirtschaftlich einsetzen ließe. Unter der Typenbezeichnung 950 Vanguard erarbeitete Vickers daher ein vergrößertes Projekt mit einem Startgewicht von 61.235 kg. Als eines der ersten Passagierflugzeuge wurde die Maschine doppelstöckig ausgelegt, was bis dahin noch nicht allgemein üblich war. Im unteren Rumpfbereich fanden extrem große und sperrige Frachtgüter Platz.
Während der Entwicklung waren rund 60 Varianten der Auslegung evaluiert worden, unter anderem auch Schulterdecker-Varianten, da diese beim Publikum sehr beliebt seien. Die Schulterdecker-Variante wurde wegen der komplizierteren Arrangements, um das Fahrwerk einzufahren, verworfen. Gegenüber dem Dart-Triebwerk wurde mit einem 40 Prozent geringeren spezifischen Treibstoffverbrauch gerechnet.
Schon während der Entwicklung hatten Rolls-Royce-Vertreter sich gegen die große Propellerturbine ausgesprochen – die zukünftigen Passagiere würden die leisen, in Entwicklung befindlichen Jet-Triebwerke mit Nebenstrom bevorzugen, wurde zu bedenken gegeben, welche zudem größere Geschwindigkeiten erlaubten.

### Erstflug und Verkehrszulassung
Im Juli 1956 erteilte die BEA einen Auftrag für 20 Flugzeuge des Typs V.951, sechs Monate später ging von Trans-Canada Air Lines ein weiterer Auftrag für 23 Maschinen ein. Diese als V.952 bezeichneten Flugzeuge wurden mit dem leistungsstärkeren Tyne R.Ty.11 Mk.512 von 5.545 hp (4135 kW) ausgerüstet, wodurch das Startgewicht auf 66.448 kg angehoben werden konnte. Der Erstflug dieser Variante erfolgte am 21. Mai 1960. Im Sommer 1958 entschied sich auch die BEA für diese leistungsstärkere Ausführung. Die ursprüngliche Bestellung der V.951 wurde auf sechs Exemplare reduziert und durch einen Auftrag für 14 V.953 ersetzt. Die V.953 weist das gleiche Startgewicht wie die kanadische Version auf, ist jedoch mit den leistungsschwächeren Tyne 506-Triebwerken ausgestattet.
Der 18-minütige Erstflug des ersten Vanguard-Prototyps G-AOYW erfolgte am 20. Januar 1959 vom Werk in Weybridge zum Testzentrum in Wisley. Am 22. April desselben Jahres folgte die G-APEA, die erste der für die BEA bestimmten V.951. Die mit dem vierten Serienflugzeug (G-APED) durchgeführte Triebwerkserprobung deckte schwerwiegende Mängel am Kompressor auf, welche die Erteilung des Lufttüchtigkeitszeugnisses bis zum Dezember 1960 verzögerten.

## Modifizierungen

### Merchantman
Im Jahr 1969 ließ die Fluggesellschaft BEA neun ihrer Maschinen bei Aviation Traders zu reinen Frachtern umbauen, welche die neue Typenbezeichnung „Merchantman“ erhielten. Die erste Merchantman konnte bereits am 29. November 1969 an die BEA übergeben werden. Das Muster blieb bis 1979 bei der Fluggesellschaft (später British Airways) im Einsatz. Danach wurden sie an Air Bridge Carriers (später Hunting Cargo) verkauft. Die Merchantman verfügte über ein großes Ladetor in der linken vorderen Rumpfhälfte und war mit einem verstärkten Roller-Floor-Kabinenboden zum Transport palettierter Ladung ausgestattet.

## Nutzung

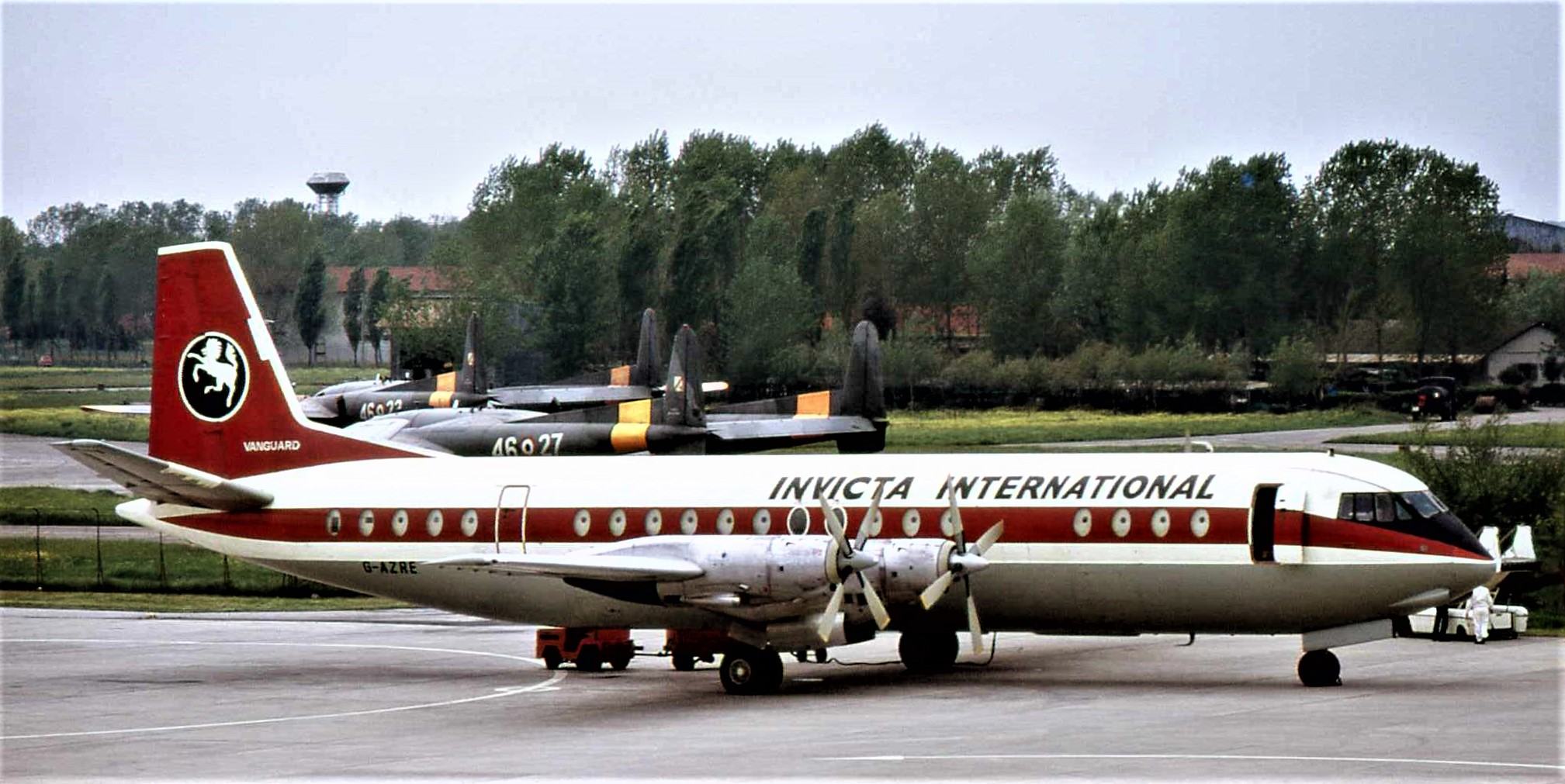
Vanguard 952 G-AZRE der Invicta, 1974

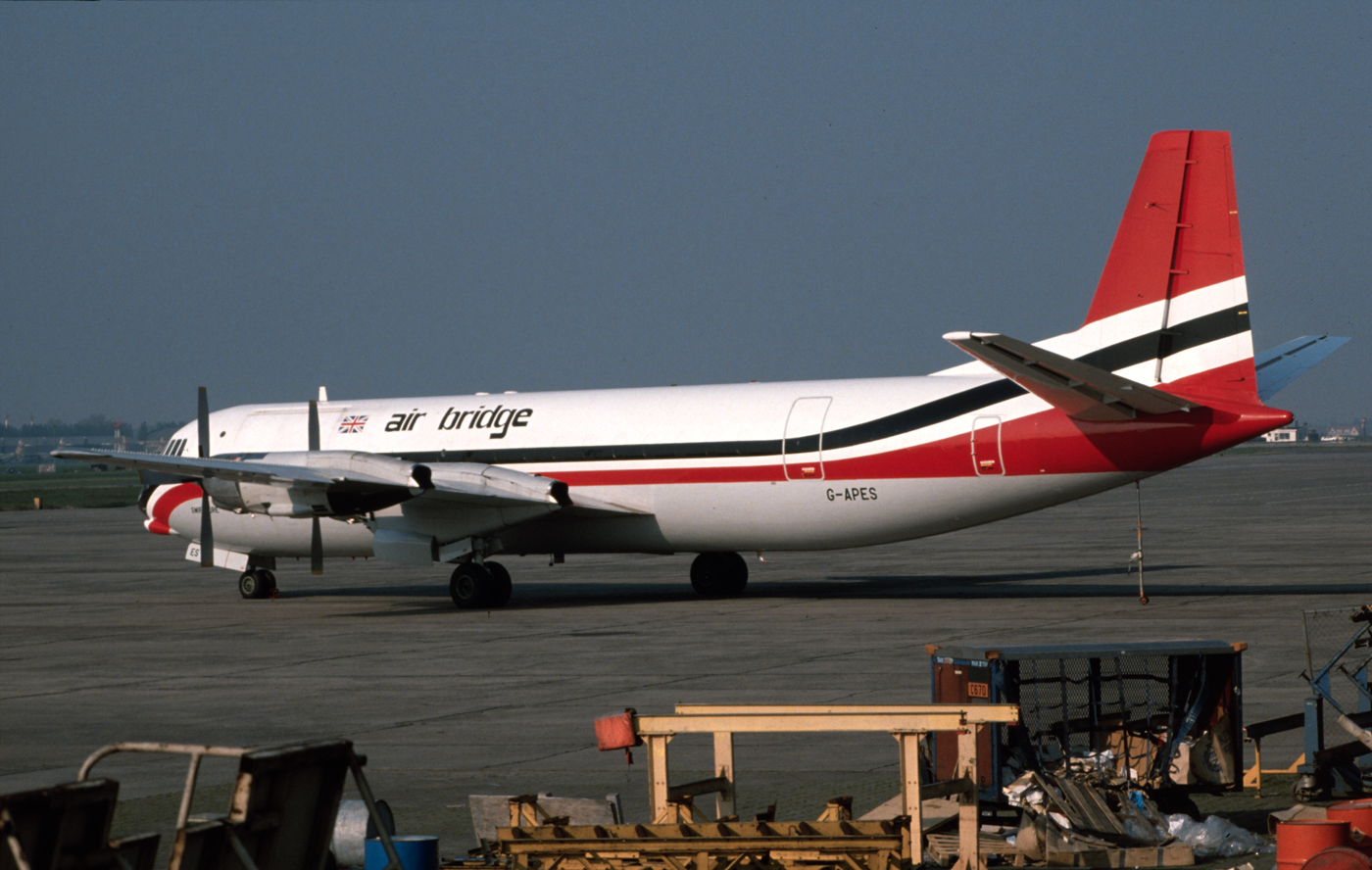
Vanguard G-APES der Air Bridge Carriers in Frachterversion, 1989

Am 1. März 1961 begann die BEA mit ihren V.951 den planmäßigen Flugbetrieb, gefolgt im Mai desselben Jahres von der V.953. Trans-Canada Air Lines begann als Erstkunde mit dem Linieneinsatz mit ihrer V.952 am 1. Februar 1961 und das Muster verrichtete bis zur Außerdienststellung und dem Verkauf im Jahre 1971 zuverlässige Dienste. Eine der Maschinen wurde ähnlich der Merchantman Modelle zu einem Frachtflugzeug umgebaut, sechs weitere ebenfalls, jedoch ohne die große Frachtluke.
Bei BEA blieb die Vanguard bis 1968 im Passagiereinsatz. 
Die französische Gesellschaft Europe Aero Services kaufte etliche Maschinen von Air Canada und BEA und betrieb sie überwiegend im Passagier-Charterbetrieb.
Die letzte gebaute Vanguard, eine Maschine der Serie 952, war bis 1984 im Einsatz bei der indonesischen Fluggesellschaft Merpati Nusantara Airlines (PK-MVH, C/N 746), während die letzte zur Merchantman umgebaute (V.953C G-APEP, C/N 719) erst am 17. Oktober 1996 von Hunting Cargo Airlines außer Dienst gestellt wurde und heute im Brooklands Museum zu sehen ist.

### Betreiber werksneuer Maschinen
- British European Airways (später British Airways)
- Trans-Canada Air Lines (später Air Canada)

### Betreiber gebraucht erworbener Maschinen
Auch folgende Fluggesellschaften nutzten die Vickers Vanguard:
- Air Bridge Carriers
- Air Gabon
- Air Trader (Schweden)
- Air Viking (Island)
- DHL Air UK
- Elan Air Cargo
- Europe Aero Services
- Hunting Cargo Airlines
- Invicta
- Merpati Nusantara Airlines (Indonesien)
- Inter Cargo Service (Frankreich)
- Thor Air Cargo (Island)

## Zwischenfälle
Vom Erstflug 1959 bis zum Einsatzende 1996 wurden von den 44 gebauten Vanguard 5 bei Unfällen zerstört. Bei 4 davon kamen 210 Menschen ums Leben. Vollständige Liste:

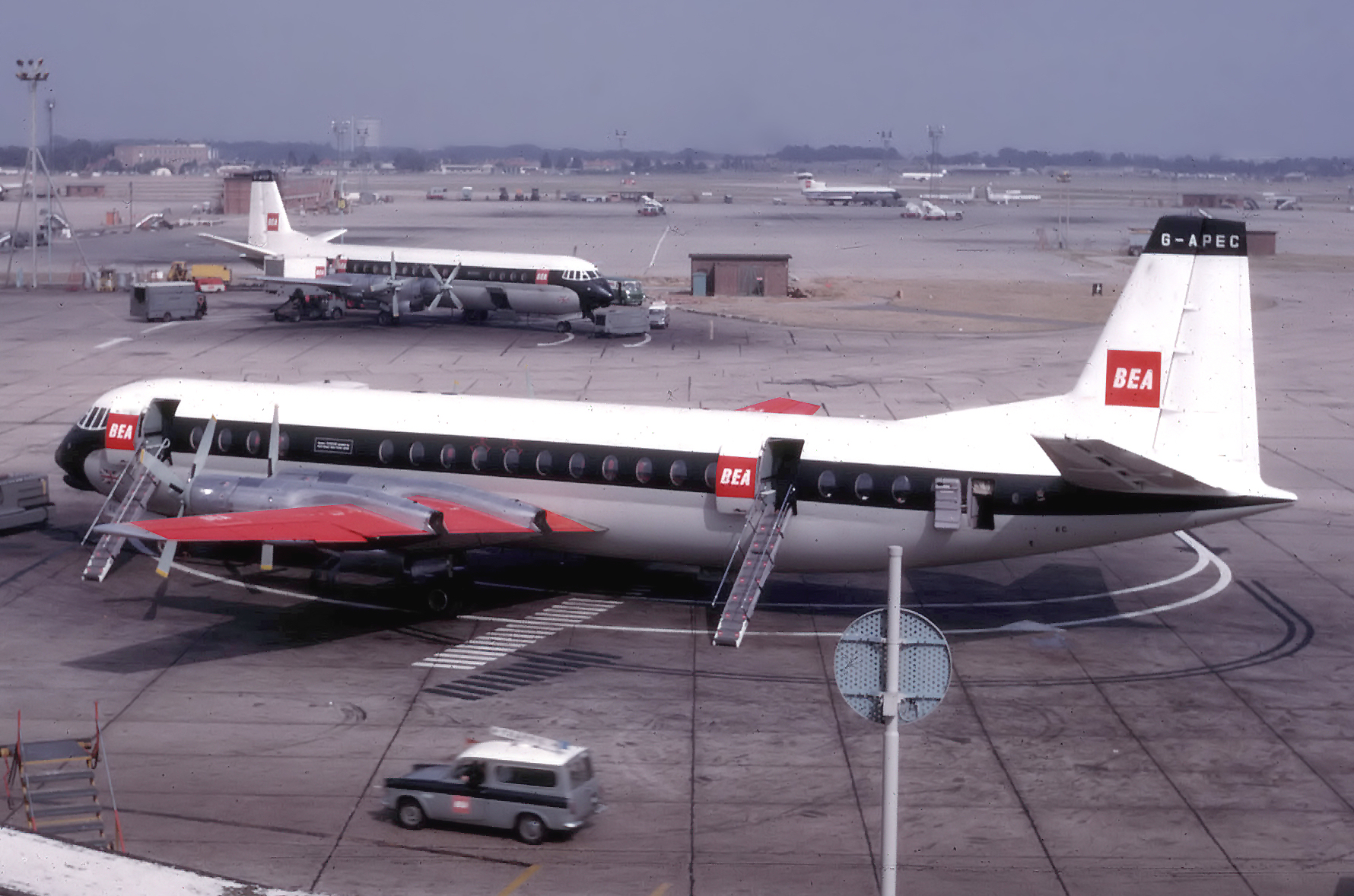
Die G-APEC der BEA in London Heathrow (1965)
Die Maschine stürzte am 2. Oktober 1971 über Belgien ab.

- Am 27. Oktober 1965 stürzte die Vanguard 951 mit dem Luftfahrzeugkennzeichen G-APEE der British European Airways auf dem Flug von Edinburgh um 1:23 nachts während des dritten Anflugversuchs im Nebel auf den Flughafen London-Heathrow beim Durchstartmanöver auf die Landebahn 28R ab. Alle 36 Insassen kamen ums Leben. Als Ursachen wurden u. a. Übermüdung, mangelnde Erfahrung und Training sowie die Fehlbedienung der unergonomisch konstruierten Landeklappenhebel ermittelt.[10]

- Am 2. Oktober 1971 stürzte die Vanguard 951 G-APEC der British European Airways auf dem Flug von London nach Salzburg über Belgien ab. Als Unfallursache wurde der durch Korrosion des hinteren Druckschotts verursachte Abriss beider Höhenleitwerks-Flächen festgestellt, der die Steuerung der Maschine unmöglich machte. Alle 63 Insassen kamen ums Leben (siehe auch British-European-Airways-Flug 706).[11]

- Am 10. April 1973 zerschellte die Vanguard 952 G-AXOP der britischen Invicta International Airlines bei dichtem Schneefall an einem Hügel auf dem Gemeindegebiet von Hochwald in der Schweiz, etwas 20 Kilometer südöstlich des Flughafens Basel-Mulhouse. Dabei starben 108 der 145 Passagiere und Besatzungsmitglieder. Ursache waren Navigationsfehler nach einem Durchstartmanöver beim Anflug auf den Flughafen. Die Mehrzahl der Passagiere waren Hausfrauen aus Bristol und Umgebung, die sich auf einem Shopping-Trip nach Basel befanden (siehe auch Invicta-International-Airlines-Flug 435).[12]

- Am 29. Januar 1988 stürzte die Vanguard 953C F-GEJF der Inter Cargo Service unmittelbar nach dem Abheben vom Flughafen Toulouse-Blagnac neben der Startbahn ab. Für den Frachtflug nach Paris-Orly wurde das Triebwerk Nr. 4 (rechts außen) im Leerlauf betrieben, da es zuvor sehr heiß gelaufen war. Es kam zum Kontrollverlust und zur Zerstörung des Flugzeugs. Alle 3 Besatzungsmitglieder überlebten.[13]

- Am 6. Februar 1989 stürzte die Vanguard 952F F-GEJE der Inter Cargo Service unmittelbar nach dem Start vom Flughafen Marseille-Marignane ins Meer. Alle 3 Besatzungsmitglieder kamen dabei ums Leben. Royal Air Maroc hatte die Maschine von Inter Cargo Service für einen Frachtflug nach Paris-Orly geleast. Unfallursache war eine gerissene oder gelöste Steuerkette im Antrieb des linken Querruders (siehe auch Inter-Cargo-Service-Flug 3132).[14]

## Technische Daten
| Kenngröße                 | Daten 952 und 953 |
| ------------------------- | --- |
| Länge                     | 37,45 m |
| Spannweite                | 36,15 m |
| Höhe                      | 10,64 m |
| Flügelfläche              | 142 m² |
| Flügelstreckung           | 9,2 |
| Besatzung                 | 3 |
| Passagiere                | 139 |
| Zuladung                  | 19,5 t Fracht |
| Leermasse                 | 37.421 kg |
| max. Startmasse           | 66.448 kg |
| max. Reisegeschwindigkeit | 684 km/h |
| Dienstgipfelhöhe          | 9145 m |
| Reichweite                | 4400 km |

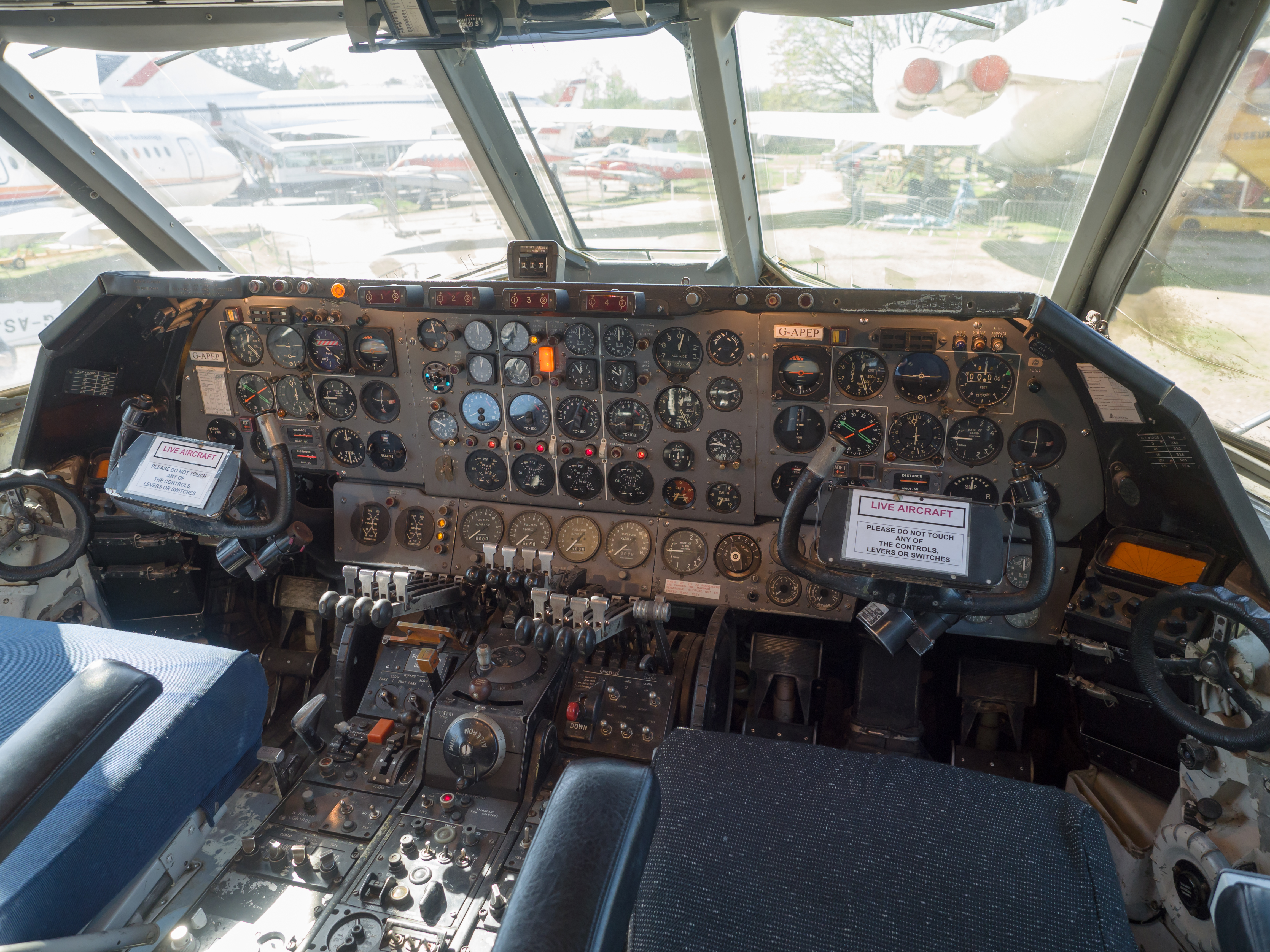
Cockpit

| Triebwerke                | - 952: vier Propellerturbinen Rolls-Royce Tyne 512, 5545 hp (4135 kW) - 953: vier Propellerturbinen Rolls-Royce Tyne 506, 4985 hp (3717 kW) |